# Erax punctipennis
Erax punctipennis là một loài ruồi trong họ Asilidae. Erax punctipennis được Meigen miêu tả năm 1820.